# Leptotyphlops macrops
Leptotyphlops macrops — вид змій родини струнких сліпунів (Leptotyphlopidae). Мешкає в Кенії і Танзанії.

## Поширення і екологія
Leptotyphlops macrops мешкають в прибережних районах на південному сході Кенії та на північному заході Танзанії. Вони живуть в прибережних лісах і вологих саванах, на висоті до 100 м над рівнем моря. Ведуть риючий спосіб життя. Відкладають яйця.